# Delusion 3D
Delusion 3D ist ein 30-minütiger Kurzfilm, der im Jahr 2008 als erste deutsche digitale 3D-Spielfilm-Produktion im 3D-D-Cinema-Format entstand. 
Der Film wurde von der Münchener Firma Virtual Experience produziert, die sich auf die Herstellung von 3D-Filmen spezialisiert hat. Dieselbe Firma hat bereits den 3D-Kurzfilm Cyberheidi 3D produziert.
Der Film wurde mit einer 3D-Stereokamera mit einem Strahlenteiler gefilmt und mit Raumklang versehen, der das räumliche Erlebnis noch unterstreicht. Die Premiere des Films fand im 28. März 2008 im ehemaligen IMAX-Kino in München im Neuen Forum am Deutschen Museum statt.

## Kino
Am 11. September 2008 startete Delusion 3D als erste deutsche 3D-Produktion nach D-Cinema Standard in den Kinos mit 6 Kopien. Als Vorfilm wurde in dem Programm der 3D-Kultfilm Cyberheidi 3D gezeigt. Virtual Experience, der Produzent von beiden Filmen konnte so den Zusammen 45 Minuten 3D Genuss mit Humor und Spannung bieten.

## Handlung
Der Geheimagent James steht vor seiner wichtigsten Aufgabe: In wenigen Tagen wird er heiraten, doch kurz davor hat er noch eine letzte Mission durchzuführen. Um seinen Auftraggebern ein mysteriöses Amulett zu beschaffen, muss sich James in das zwielichtige Etablissement von Lady A. begeben. Der Geheimagent ahnt nicht, dass er hier bereits erwartet wird, und er die Situation falsch eingeschätzt hat. Verführerische Schönheiten versuchen, ihn mit Drogen handlungsunfähig zu machen. Vom Jäger wird er selbst zum Gejagten. Im Erotikclub von Lady A. muss James einige harte Prüfungen durchstehen. Als er glaubt, das Ziel seiner Mission erreicht zu haben, muss James feststellen, dass er sich erneut getäuscht hat.

## Drehort
Drehort für diesen 3D-Kurzfilm war der Münchener KittyCatClub.